# Nothoscordum luteominus
Nothoscordum luteominus är en amaryllisväxtart som beskrevs av Pierfelice Ravenna. Nothoscordum luteominus ingår i släktet vaniljlökar, och familjen amaryllisväxter. Inga underarter finns listade i Catalogue of Life.